# The Saga Continues... (Diddy)
The Saga Continues... è il terzo album discografico in studio del rapper statunitense Diddy, pubblicato a nome P. Diddy and the Bad Boy Family nel 2001.

## Il disco
Il disco è stato pubblicato nel luglio 2001 dalla Bad Boy Entertainment. D.I.D.D.Y. e Bad Boy for Life sono stati i due brani estratti dal disco e pubblicati come singoli. L'album si avvale di importanti collaborazioni con artisti provenienti dalla scena hip hop e non solo, non sono tuttavia presenti gli artisti che hanno collaborato con Sean Combs negli album precedenti, ossia Jay-Z, The Notorious B.I.G., Mase e Lil' Kim. Riguardo alle vendite, il disco ha raggiunto la seconda posizione della classifica Billboard 200.

## Tracce
1. The Saga Continues... (feat. G-Dep, Loon & Black Rob) - 3:52
2. Bad Boy for Life (feat. Black Rob & Mark Curry) - 4:13
3. Toe Game (feat. Black Rob) - 1:06
4. That's Crazy (feat. G-Dep & Black Rob) - 4:07
5. Let's Get It (feat. G-Dep & Black Rob) - 4:16
6. Shiny Shit Man - 1:06
7. D.I.D.D.Y. (feat. Pharrell) - 3:55
8. Blast Off (feat. G-Dep, Mark Curry & Loon) - 3:41
9. Airport - 0:28
10. Roll Whit Me (feat. 8 Ball & MJG & Faith Evans) - 4:53
11. On Top (feat. Loon & Marsha Ambrosius) - 3:58
12. Where's Sean? (feat. Kain, Big Azz Ko, Mark Curry, Black Rob & Loon) - 5:06
13. Child of the Ghetto (feat. G-Dep) - 3:43
14. Incomplete (feat. Cheri Dennis) - 0:58
15. So Complete (feat. Cheri Dennis) - 3:37
16. Smoke - 0:16
17. Lonely (feat. Mark Curry, Kain & Kokaine) - 3:59
18. I Need a Girl (To Bella) (feat. Loon, Lo & Jack & Mario Winans) - 4:12
19. Nothing's Gonna Stop Me Now (feat. Faith Evans & Mario Winans) - 2:24
20. If You Want This Money (feat. G-Dep & The HoodFellaz) - 3:59
21. I Don't Like That - 1:04
22. Black for Good Now (feat. Cheri Dennis, Black Rob & Loon) - 4:26
23. Can't Believe (feat. Faith Evans & Carl Thomas) - 3:49
24. The Last Song (feat. Mark Curry, Big Azz Ko e Loon) - 3:50
25. Thank You - 0:34